# Camarines Norte
Camarines Norte (tagalo: Hilagang Kamarines; inglés: North Camarines) es una provincia en la región de Bícol en Filipinas. Su capital es Daet.

## Economía
Las cuatro industrias principales de la provincia son la joyería, los juguetes, la piña y el coco.

## División territorial
Estos son los municipios de la provincia, con capital en el municipio de Daet.
| Nombre           | Población (censo de 2020) | Número de barangayes |
| ---------------- | ------------------------- | -------------------- |
| Basud            | 45 133                    | 29                   |
| Capalonga        | 36 223                    | 22                   |
| Daet             | 111 700                   | 25                   |
| José Panganiban  | 63 662                    | 27                   |
| Labo             | 109 245                   | 52                   |
| Mercedes         | 55 334                    | 26                   |
| Paracale         | 60 198                    | 27                   |
| San Lorenzo Ruiz | 15 757                    | 12                   |
| San Vicente      | 12 579                    | 9                    |
| Santa Elena      | 43 582                    | 19                   |
| Talísay          | 27 244                    | 15                   |
| Vinzons          | 49 042                    | 19                   |

## Período español
Los primeros europeos en explorar la región fueron los españoles, que tras la conquista de Juan de Salcedo la gestionarían durante más de 300 años.

## Idiomas
El tagalo es el idioma principal de la provincia. También se habla bicolano, particularmente en las localidades sureñas.